# Manuel Scorza
Manuel Escorza Torres (Lima, 9 de septiembre de 1928-Mejorada del Campo, 27 de noviembre de 1983), conocido como Manuel Scorza, fue un novelista, poeta, editor y político peruano de la generación del 50, atento a los fenómenos sociales y observador de los problemas del Perú de la época que le cupo vivir. Uno de los más altos narradores perteneciente a la literatura indigenista o neoindigenista peruana, junto con sus compatriotas Ciro Alegría y José María Arguedas, cultivador del realismo mágico, andino. Ganó los dos primeros premios en los Juegos Florales del IV centenario de la Universidad Nacional Autónoma de México (1952) y obtuvo el Premio Nacional de Poesía José Santos Chocano (1956).

## Biografía
Nació en la maternidad de Lima, viaja a Huancavelica por razones de salud en 1935. Luego de tres años de vivir en Acoria (Huancavelica) regresa a Lima, en donde realizó su formación escolar en el Colegio Militar Leoncio Prado, el mismo donde estudiaron también el novelista Mario Vargas Llosa y el periodista César Hildebrandt, entre otros. En 1945 ingresó a la Universidad Nacional Mayor de San Marcos y comenzó una etapa de febril actividad política, militando en el APRA.
En 1948, a los 20 años, Scorza tenía que salir del país urgentemente en calidad de exiliado tras el golpe de Estado del general Manuel Odría y la implantación de un gobierno autoritario. Se estableció en París, Francia, donde aprendió francés y obtuvo un trabajo de cierto prestigio: lector de español en la Escuela Normal Superior de Saint-Cloud. 
Muchos de los versos que integrarían su primer poemario, Las imprecaciones (1955), son fruto del desconsuelo en que se hallaba inmerso. Vuelve al Perú durante el gobierno de Manuel Prado, que contaba con el apoyo de los apristas. 
En 1956 empezó a dirigir la edición de los Populibros que duró hasta 1965 y que significó  la democratización del libro y el acceso del gran público a una vasta colección de joyas literarias a precios accesibles, dicha colección  incluyó a autores peruanos, latinoamericanos y universales de los llamados indigenistas o progresistas.
Sin embargo, fue en su obra narrativa, de la que Alejo Carpentier, el abarrocado, fue uno de sus maestros, donde Scorza encontró el espacio ideal para tocar a profundidad los problemas del Perú profundo: contradicción entre los campesinos y la explotación minera por grandes compañías extranjeras. 
Su primera novela, Redoble por Rancas (1970), forma parte de un ciclo denominado "La balada", "las Cantatas" o "La guerra silenciosa", donde, desde una óptica eminentemente poética que fusiona mitos ancestrales e historia, Scorza muestra la antigua lucha de los campesinos para recuperar sus tierras. Las demás novelas que componen este ciclo, Historia de Garabombo el Invisible (1972), El jinete insomne (1977), Cantar de Agapito Robles (1977) y La tumba del relámpago (1979), continúan uniendo el realismo social a la fantasía poética. Esta serie de novelas, traducida a más de cuarenta idiomas, se ha constituido en una de las más difundidas y reconocidas de la literatura peruana en este siglo. 
En 1968, en plena efervescencia de las luchas campesinas en la sierra central y en virtud a su activa participación a través de un movimiento político indigenista, tuvo que abandonar de nuevo el país. Llevó consigo dos manuscritos: El vals de los reptiles y Redoble por Rancas, un poemario y una novela respectivamente, ambos de 1970. 
En 1981 fue el primero de una lista de escritores de fama internacional que el diario Il Mattino había invitado a Nápoles para que escribieran una serie de artículos sobre la ciudad que un terremoto había vuelto a asolar tras un leve resurgimiento en los años 1980. 

### Muerte
Murió cerca del aeropuerto de Madrid al estrellarse contra una colina el Boeing 747 del vuelo 11 de Avianca en el que viajaba rumbo a Bogotá junto a otros intelectuales para participar en un congreso que pretendía hacer balance de la cultura hispanoamericana.
Antes de morir, en 1983 publicó su última novela, La danza inmóvil, que significaba una ruptura radical con el ciclo de "La guerra silenciosa".

## Homenaje en revistas literarias
En diciembre de 2007, el equipo editorial de Martín. Revista de Artes y Letras publicó un número especial dedicado a la vida y obra de Manuel Scorza. El material puede consultarse en el siguiente enlace: https://es.scribd.com/document/617683463/Manuel-Scorza-Revista-Martin-17-PDF#

## Publicaciones

### Poesía
- Las Imprecaciones (1955)
- Los adioses (1959)
- Desengaños del mago (1961)
- Réquiem para un gentil hombre (1962)
- América (1965)
- Poesía amorosa (1963)
- El vals de los reptiles (1970)
- Poesía completa (2012)
- La Casa Vacía

### Obras
- Ciclo de novelas La guerra silenciosa
- Redoble por Rancas  (1970)
- Historia de Garabombo el Invisible (1972)
- El jinete insomne (1977)
- Cantar de Agapito Robles (1977)
- La tumba del relámpago (1979)
- La danza inmóvil (1983)

Ediciones El Lector editó sus obras completas en el año 2020.